# 750 Oskar
A 750 Oskar (ideiglenes jelöléssel 1913 RG) a Naprendszer kisbolygóövében található aszteroida. Johann Palisa fedezte fel 1913. április 28-án.